# 畦畔飘拂草
畦畔飘拂草（学名：Fimbristylis squarrosa），又名大屯山飘拂草为莎草科飘拂草属下的一个种。

## 扩展阅读
維基物種上的相關：畦畔飘拂草